# Dépôt de Luxembourg
Le dépôt de Luxembourg est le dépôt ferroviaire central de la Société nationale des chemins de fer luxembourgeois (CFL), situé à côté de la gare de triage de Luxembourg, sud de la gare centrale, à Luxembourg-ville.
Le dépôt a vu le jour au XIXe siècle pour les besoins des compagnies qui exploitent le réseau de la Société royale grand-ducale des chemins de fer Guillaume-Luxembourg. Modifié et étendu, vers le sud notamment, à plusieurs reprises avec l'arrivée de la traction Diesel et électrique puis la fin de la vapeur, il voit au cours du XXIe siècle une reconstruction complète des installations.
Il accueille aussi, dans un site annexe, le dépôt du service d'autobus des CFL.

## Histoire

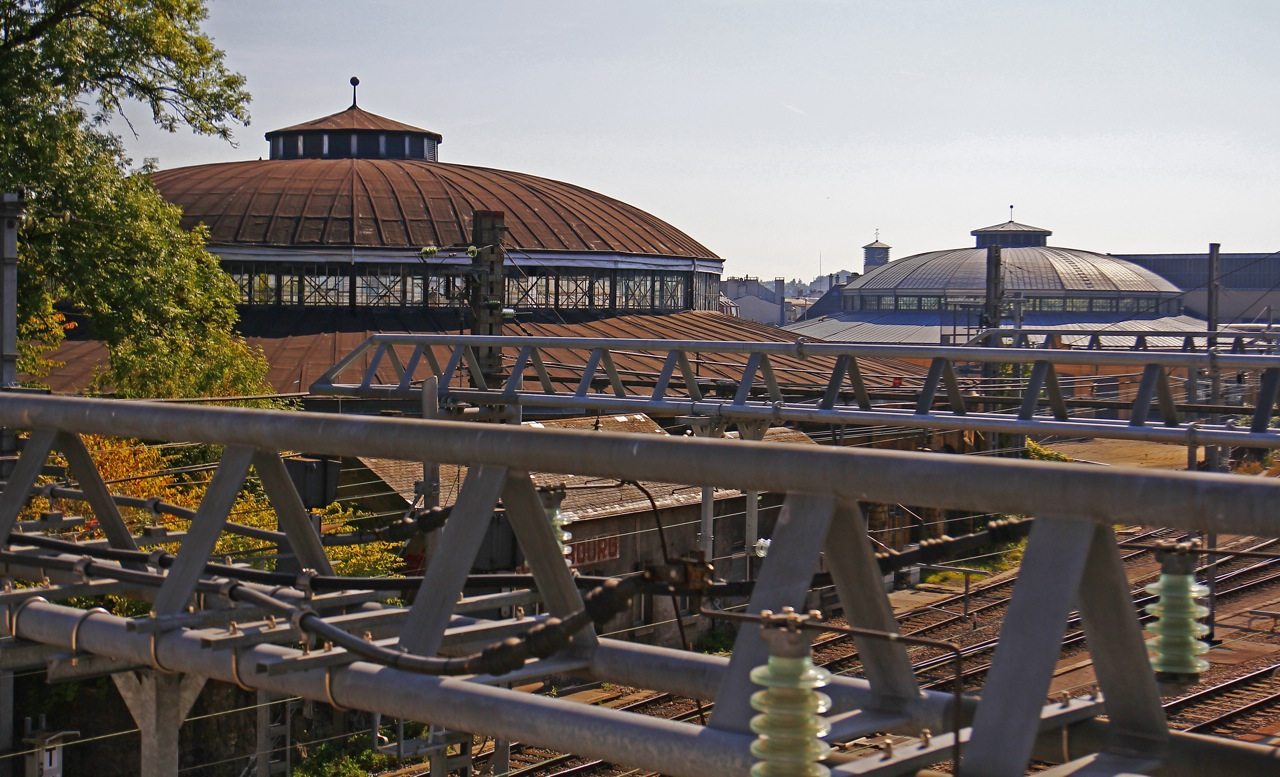
Les anciennes rotondes de Bonnevoie.

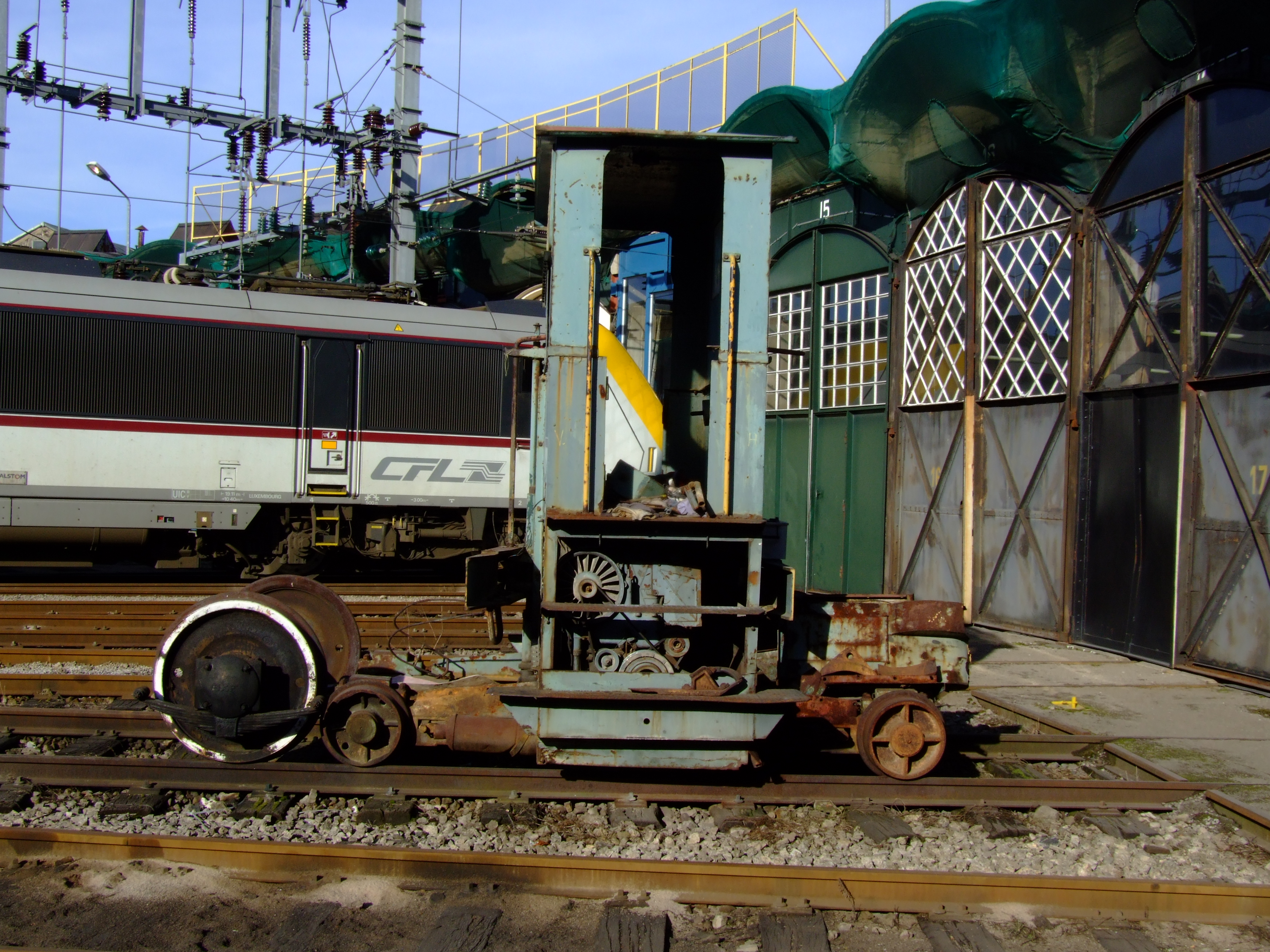
L'extérieur d'une des anciennes rotondes de l'atelier Sud. Notons les filets anti-chute.

Deux rotondes sont construites dans les années 1870 pour remiser les locomotives, au nord-est de la gare.
Dans les années 1950, des ateliers de maintenance sont construits à l'est de la gare centrale, au sud des deux rotondes. Cet imposant bâtiment mesure 223 mètres de long pour 60 mètres de large.
Les rotondes de la gare centrale, qui ont perdu leur rôle de remisage de locomotives à vapeur après la seconde Guerre mondiale ont été reconverties, pour la rotonde I comme lieu de stockage et pour la rotonde II d'atelier du service d'autobus des CFL. Inscrites à l'inventaire du SSMN en 1985, elles sont transférées à l'État luxembourgeois en 2000 et transformées en lieu culturel, qui ont particulièrement servi durant l'édition 2007 de la capitale européenne de la culture,.
Les rotondes de l’atelier Sud ont été construites avant les années 1940 et étaient, peu de temps avant leur démolition, dans un état assez moyen, en atteste la présence de filets anti-chute sous le toit.
Au début du XXIe siècle, le dépôt est constitué de deux sites :
- l'atelier Nord, construit à l'est de la gare le long de la rocade de Bonnevoie qui compte l'atelier construit dans les années 1950 et jusqu'au début des années 2000 les deux anciennes rotondes ;
- l'atelier Sud, construit au niveau de la gare de triage le long de la route de Thionville et qui compte deux rotondes de facture plus récente et le site de remisage et de maintenance des autobus CFL.

Les CFL décident de regrouper ces deux sites aux installations vieillissantes en un seul centre de remisage et de maintenance moderne, sur le site de l'atelier Sud, ainsi que de libérer de l'espace en gare de Luxembourg pour construire de nouvelles voies et quais. Le projet se déroulera sur plusieurs années et en plusieurs phases, décrites ci-dessous.
La phase 1, de 2004 à 2010, a vu la construction, sur le faisceau du triage, d'un hall de nettoyage, d'un faisceau destiné au remisage du matériel roulant et, au sud des rotondes de l'atelier Sud, d'un centre de réparation rapide. Cette phase voit aussi la démolition en 2005 de l'ancien château d'eau du dépôt et de façon plus générale de diverses installations inutilisées depuis la radiation des dernières locomotives à vapeur ; à cette occasion l'une des grues qui permettait de remplir en eau les locomotives à vapeur a été conservée et remontée au Train 1900.
La phase 2, de 2011 à 2016, est la plus complexe puisqu'elle consiste à raser l'atelier Sud existant début en septembre 2011 avec le montage d'un bâtiment administratif et secondaire, accueillant le poste de commande notamment, constitué d'Algecos pour libérer le site existant puis en novembre 2011 un arbre remarquable est transplanté de l'ancien au nouveau poste.
En mars 2012, l'ancien poste de commande et la rotonde I (nord) ont été démolis puis le site a été dépollué durant l'été. La construction du nouvel atelier débute en mars 2013 avec la construction de pieux pour supporter les fondations — la pose de la première pierre a lieu le 13 mai 2013 —, dont la construction s'achève en novembre suivant 2013. La construction de la charpente métallique a débuté dès octobre 2013 et les travaux de toiture et le terrassement de la dalle en béton en novembre suivant.
Les travaux de réseaux (électricité, égouts, etc.) débutent en mars 2014 et le gros œuvre est achevé au mois de novembre suivant. La première partie du site est mise en service début 2015 et inaugurée en mai. Les dernières révisions de locomotives à l'ancien dépôt eurent lieu en août 2015 puis en septembre, la deuxième phase de démolition, celle de la rotonde II (sud) débute afin de pouvoir mettre en service la seconde partie de l'atelier et son nouveau faisceau sud au printemps 2016.
Le déménagement des activités a débuté en avril 2015 par la logistique et s'est achevé à l'ouverture de la seconde phase de l'atelier au printemps 2016.
Les anciens ateliers Nord ont pu être ainsi désaffectés et démolis au second semestre 2017 afin de pouvoir agrandir la gare centrale,.

## Installations actuelles
Le centre de remisage et de maintenance moderne est constitué de trois halls ayant chacun un but précis, sur une surface de 15 000 m2 ; les dimensions du bâtiment sont de 180 m de long pour 90 de largeur, :
- Hall 1 : deux voies destinées à l'entretien des automotrices et des rames tractées (voitures Dosto (lb)) ;
- Hall 2 : deux fois trois voies destinées à l'entretien des locomotives ; en résumé le groupe de voies nord est destiné au matériel électrique, le groupe de voies central pour l'entretien des bogies et autres pièces volumineuses et le groupe de voies sud pour le matériel Diesel, trains de travaux compris ;
- Hall 3 : Trois voies équipées de dispositifs de levage pour les révisions et les réparations lourdes ;
- Un tour en fosse ;
- Un espace logistique et des bureaux.

Le centre de réparation rapide accueille en plus un atelier de fabrication de pièces. Enfin, le hall de nettoyage sert comme son nom l'indique à laver le matériel roulant.
Le remisage des véhicules du service d'autobus des CFL s'effectue lui aussi au dépôt de Luxembourg, dans un bâtiment à part vers la route de Thionville, au nord de l'atelier central.